# نامزد (فیلم ۲۰۰۸)
نامزد (انگلیسی: The Candidate) فیلمی دانمارکی است که در سال ۲۰۰۸ منتشر شد. از بازیگران آن می‌توان به دیوید دنسیک اشاره کرد.